# Signes
Signes is een gemeente in het Franse departement Var (regio Provence-Alpes-Côte d'Azur) en telt 2045 inwoners (1999). De plaats maakt deel uit van het arrondissement Toulon.

## Geografie
De oppervlakte van Signes bedraagt 134,0 km², de bevolkingsdichtheid is 15,3 inwoners per km².
In het noordwesten wordt de gemeente begrensd door het bergmassief van Saint-Baume.
De onderstaande kaart toont de ligging van Signes met de belangrijkste infrastructuur en aangrenzende gemeenten.

## Demografie
Onderstaande figuur toont het verloop van het inwonertal (bron: INSEE-tellingen).